# Klan (antropologia)
Klan – grupa ludzi, którzy wywodzą swe pochodzenie od wspólnego przodka, mają często ten sam totem i wykonują razem wiele zadań. Każda z nich ma nazwę, swe kolektywne poczucie jedności, zwykle specjalny mit określający jej charakter. Klan jest często poddziałem plemienia opartym na zasadzie dwudzielności, gdzie mamy dwa, cztery lub osiem klanów. Większość ludów ma jednak nieparzystą liczbę klanów. Ten podział łączy się zazwyczaj z zakazem zawierania małżeństw w obrębie własnego klanu (egzogamia).